# Françoise Descamps-Crosnier
Françoise Descamps-Crosnier, née le 13 octobre 1955 à Mantes-la-Jolie (Seine-et-Oise, aujourd’hui Yvelines), est une femme politique française. Elle est députée de la 8e circonscription des Yvelines de 2012 à 2017.

## Mandats locaux
Elle est maire de Rosny-sur-Seine de 2001 à sa démission en mars 2013, où elle est remplacée par Valérie Gargani. Elle reste toutefois conseillère municipale.
Elle est conseillère régionale d'Île-de-France de 2004 à juillet 2012, date à laquelle elle démissionne de son mandat. Elle est remplacée par Christian Vélot.

## Distinctions
- Chevalière de la Légion d'honneur (2023)[1]